# Pike County (Kentucky)
Pike County ist ein County im Bundesstaat Kentucky der Vereinigten Staaten. Der Verwaltungssitz (County Seat) ist Pikeville. Das U.S. Census Bureau hat bei der Volkszählung 2020 eine Einwohnerzahl von 58.669 ermittelt.

## Geographie
Das County liegt im äußersten Osten von Kentucky, grenzt im Südosten an Virginia, im Nordosten an West Virginia und hat eine Fläche von 2043 Quadratkilometern, wovon drei Quadratkilometer Wasserfläche sind. Es grenzt in Kentucky im Uhrzeigersinn an folgende Countys: Martin County, Letcher County, Knott County und Floyd County.

## Geschichte
Pike County wurde am 19. Dezember 1821 aus Teilen des Floyd County gebildet. Benannt wurde es nach Zebulon Pike, einem General und Erforscher der Gegend.
15 Bauwerke und Stätten des Countys sind im National Register of Historic Places eingetragen (Stand 19. Oktober 2017).

## Demografische Daten

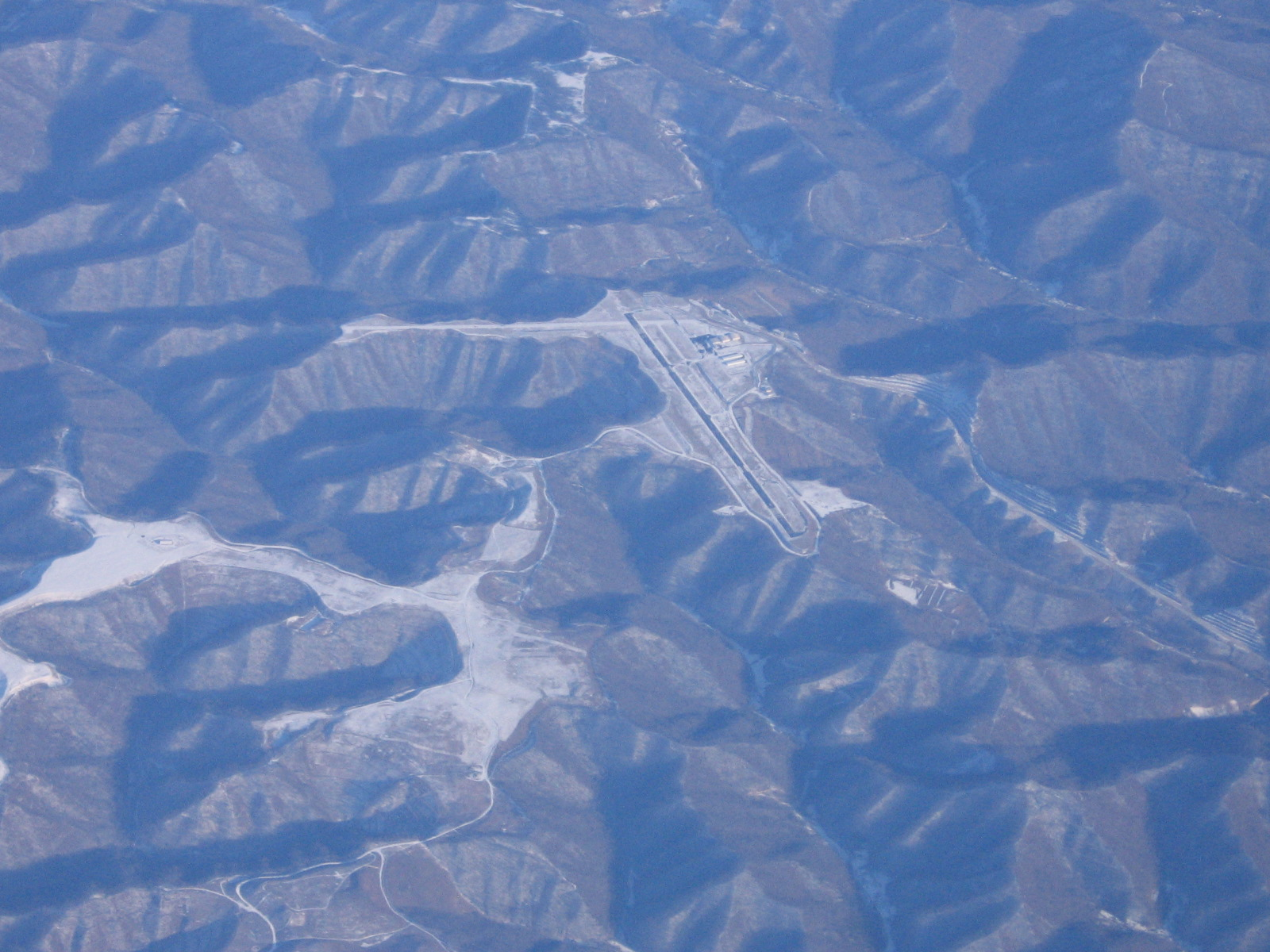
Luftaufnahme des Pike County-Hatcher Airports

Nach der Volkszählung im Jahr 2000 lebten im Pike County 68.736 Menschen in 27.612 Haushalten und 20.377 Familien. Die Bevölkerungsdichte betrug 34 Einwohner pro Quadratkilometer. Ethnisch betrachtet setzte sich die Bevölkerung zusammen aus 98,35 Prozent Weißen, 0,45 Prozent Afroamerikanern, 0,11 Prozent amerikanischen Ureinwohnern, 0,41 Prozent Asiaten, 0,03 Prozent Bewohnern aus dem pazifischen Inselraum und 0,10 Prozent aus anderen ethnischen Gruppen; 0,56 Prozent stammten von zwei oder mehr Ethnien ab. 0,65 Prozent der Bevölkerung waren spanischer oder lateinamerikanischer Abstammung.
Von den 27.612 Haushalten hatten 33,7 Prozent Kinder und Jugendliche unter 18 Jahre, die bei ihnen lebten. 58,8 Prozent waren verheiratete, zusammenlebende Paare, 11,4 Prozent waren allein erziehende Mütter, 26,2 Prozent waren keine Familien, 24,1 Prozent waren Singlehaushalte und in 9,8 Prozent lebten Menschen im Alter von 65 Jahren oder darüber. Die Durchschnittshaushaltsgröße betrug 2,46 und die durchschnittliche Familiengröße lag bei 2,90 Personen.
Auf das gesamte County bezogen setzte sich die Bevölkerung zusammen aus 23,7 Prozent Einwohnern unter 18 Jahren, 9,2 Prozent zwischen 18 und 24 Jahren, 30,0 Prozent zwischen 25 und 44 Jahren, 24,9 Prozent zwischen 45 und 64 Jahren und 12,3 Prozent waren 65 Jahre alt oder darüber. Das Durchschnittsalter betrug 37 Jahre. Auf 100 weibliche Personen kamen 95,5 männliche Personen. Auf 100 Frauen im Alter von 18 Jahren alt oder darüber kamen statistisch 91,2 Männer.
Das jährliche Durchschnittseinkommen eines Haushalts betrug 23.930 USD, das Durchschnittseinkommen der Familien betrug 29.302 USD. Männer hatten ein Durchschnittseinkommen von 32.332 USD, Frauen 19.229 USD. Das Prokopfeinkommen betrug 14.005 USD. 20,6 Prozent der Familien und 23,4 Prozent der Bevölkerung lebten unterhalb der Armutsgrenze. Davon waren 30,2 Prozent Kinder oder Jugendliche unter 18 Jahre und 16,1 Prozent waren Menschen über 65 Jahre.

## Orte im County
- Adamson
- Aflex
- Argo
- Ashcamp
- Beaver Bottom
- Beefhide
- Belcher
- Belfry
- Big Branch
- Biggs
- Board Tree
- Boldman
- Broad Bottom
- Burnwell
- Buskirk
- Canada
- Cedarville
- Coal Run Village
- Coleman
- Collins
- Dorton
- Douglas
- Draffin
- Dry Fork
- Dunlap
- Dunleary
- Edgewater
- Elimer
- Elkhorn City
- Ellwood
- Esco
- Etty
- Federal
- Fedscreek
- Fords Branch
- Forest Hills
- Freeburn
- Garden Village
- Goody
- Greasy Creek
- Gulnare
- Hardy
- Hartley
- Hatfield
- Heenon
- Hellier
- Henry Clay
- Honey Fork
- Huddy
- Hylton
- Jamboree
- Jonancy
- Justiceville
- Kewanee
- Kimper
- Leckieville
- Levisa Junction
- Lick Creek
- Lionilli
- Little Dixie
- Lookout
- Majestic
- Mayo Village
- McAndrews
- McCarr
- McCombs
- McVeigh
- Meta
- Mikegrady
- Millard
- Mossy Bottom
- Mouthcard
- Myra
- Nelse
- New Camp
- Nigh
- Owsley
- Pauley
- Paw Paw
- Penny
- Phelps
- Phyllis
- Pigeon
- Pikeville
- Pinsonfork
- Piso
- Pleasant Valley
- Raccoon
- Ransom
- Ratliff
- Republic
- Robinson Creek
- Rockhouse
- Rural
- Sharondale
- Shelbiana
- Sidney
- Simers
- South Williamson
- Speight
- Stanley Addition
- Stone
- Stopover
- Sutton
- Titan Siding
- Toler
- Toonerville
- Turkey Creek
- Varney
- Venters
- Virgie
- Wales
- Wolfpit
- Woodman
- Woodside
- Yeager
- Yorktown
- Zebulon

## Persönlichkeiten
- Paul E. Patton (* 1937), ehemaliger Gouverneur von Kentucky
- Dwight David Yoakam (* 1956), Countrysänger
- Patty Loveless (* 1957), Countrysängerin
- James Blake Miller (* 1984), US-Marine, der durch ein Foto aus dem Irakkrieg berühmt wurde